# Arteria carótida interna
La arteria carótida interna es la segunda rama de la arteria carótida común.

## Segmentos
Terminología Anatómica actualmente divide la arteria en cuatro partes: «cervical», «petrosa», «cavernosa» y «cerebral». No obstante, un sistema de clasificación de la carótida interna más reciente, propuesto por Bouthillier, describe siete segmentos anatómicos. Usado a menudo clínicamente por los neurocirujanos, neurorradiólogos y neurólogos, este segundo sistema, de nomenclatura clínica, se basa en la apariencia angiográfica de la arteria y su relación con la anatomía circundante, en contraste con el sistema embriológico de clasificación. Adicionalmente, existe otro sistema de clasificación, más antiguo, basado en el trabajo de Fischer en 1938, que también se usa comúnmente, y por último existen también esquemas de clasificación basados en la anatomía embriológica de la arteria carótida.
Los segmentos de la arteria carótida interna son los siguientes:
- Segmento cervical, o C1, idéntico a la comúnmente conocida como porción cervical.
- Segmento petroso, o C2.
- Segmento lacerum, o C3.
  - C2 y C3 comprenden la comúnmente conocida como porción petrosa.
- Segmento cavernoso, o C4, casi idéntico a la comúnmente conocida como porción cavernosa.
- Segmento clinoideo, o C5. Este segmento no está identificado en algunas clasificaciones más antiguas, y se encuentra entre las comúnmente conocidas como porción cavernosa y porción cerebral o supraclinoidea.
- Segmento oftálmico, o supraclinoideo, o C6.
- Segmento comunicante, o terminal, o C7.
  - C6 y C7 juntos comprenden la comúnmente conocida como porción cerebral o supraclinoidea.

## Trayecto

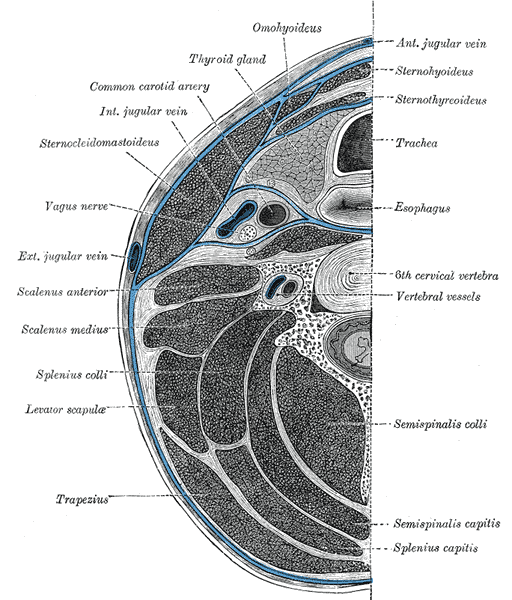
Nivel de la sexta vértebra cervical; aún el nivel de la arteria carótida común, pero las relaciones son similares a las del segmento cervical de la carótida interna.

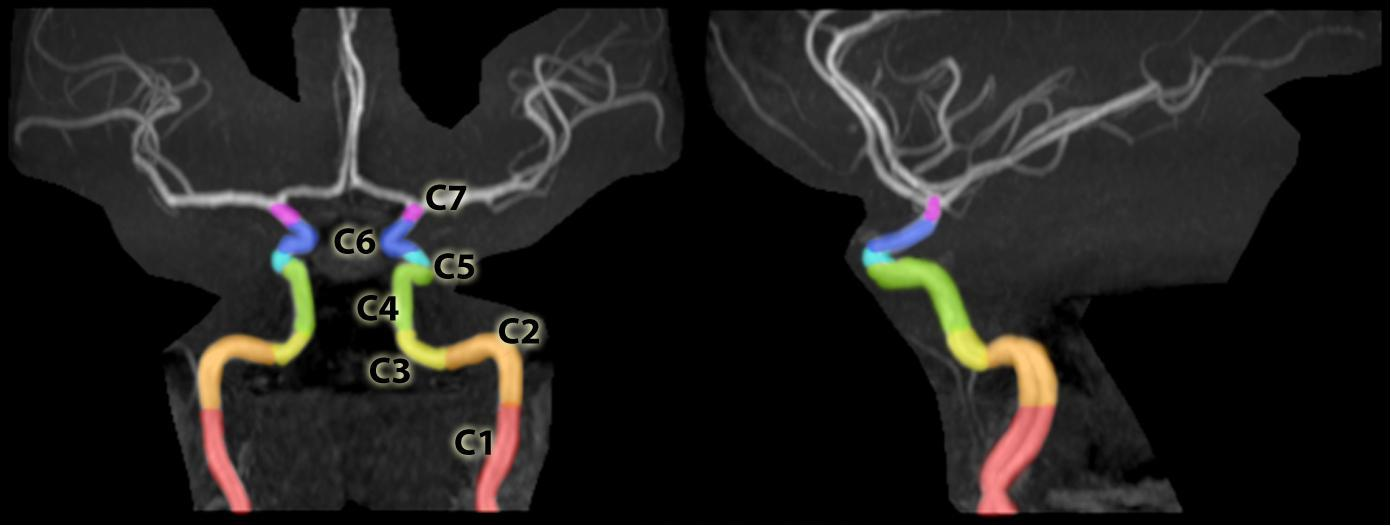
Segmentos de la arteria carótida interna, delineados sobre un Angiograma por resonancia magnética de la cabeza.

La arteria carótida interna es una rama terminal de la arteria carótida común. Nace aproximadamente al nivel de la tercera vértebra cervical, o en el borde superior del cartílago tiroides, cuando la carótida común se bifurca en esta arteria y la más superficial arteria carótida externa.
Desde su origen en el borde superior del cartílago tiroides (C4, o cuarta vértebra cervical), la carótida interna asciende algo oblicua hacia atrás a la región carotídea superior, luego atraviesa el espacio retroestíleo junto con el paquete vasculo-nervioso del cuello (desde ese punto hacia arriba conforman dicho paquete la carótida interna, la vena yugular interna y el nervio vago) y también junto con los pares craneales 9º, 11º, 12º, los ganglios de la cadena yugulocarotídea, y el ganglio cervical superior de la cadena simpática cervical; penetra en el conducto carotídeo (porción intrapetrosa) y describe aquí dos codos que la llevan encima del agujero rasgado anterior en la cavidad craneal. Dentro del cráneo, tiene un trayecto intradural en el interior del seno cavernoso. Termina en la apófisis clinoides anterior, dividiéndose en cuatro ramas terminales muy divergentes: la arteria cerebral anterior, la arteria cerebral media, la arteria comunicante posterior, y la arteria coroidea anterior. La arteria cerebral anterior y la arteria comunicante posterior, junto con la comunicante anterior y la cerebral posterior, forman el círculo arterial cerebral o polígono de Willis.

### C1: Segmento cervical
El segmento cervical, o C1, de la arteria carótida interna se extiende desde la bifurcación carotídea hasta que la arteria entra en el conducto carotídeo del cráneo (anteriormente al foramen yugular, agujero por el que sale del cráneo la vena yugular).
En su origen, la carótida interna aparece algo dilatada. Esta parte de la arteria se conoce como el seno carotídeo o bulbo carotídeo. La porción ascendente del segmento cervical se encuentra distalmente al bulbo, cuando las paredes del vaso vuelven a ser paralelas.
La carótida interna discurre perpendicularmente y hacia arriba en la vaina carotídea, y entra en el cráneo a través del conductol carotídeo. Durante esta parte del trayecto, pasa por enfrente de los procesos transversos de las tres vértebras cervicales superiores.
Es relativamente superficial en su origen, donde aparece visible en el triángulo carotídeo del cuello, y se encuentra por detrás y lateralmente a la carótida externa, se cruza con el músculo esternocleidomastoideo, y se cubre por la fascia profunda, el músculo platisma, y el integumento: pasa entonces bajo la glándula parótida, se cruza con el nervio hipogloso, el músculo digástrico y el músculo estilohioideo, así como las arterias occipital y auricular posterior. Más arriba, se separa de la carótida externa por los músculos estilogloso y estilofaríngeo, la punta del proceso estiloides y el ligamento estilohioideo, el nervio glosofaríngeo y la rama faríngea del nervio vago. Se relaciona, por detrás, con el músculo recto anterior mayor de la cabeza (longus capitis), el ganglio cervical superior del tronco simpático, y el nervio laríngeo superior; lateralmente, con la vena yugular interna y el nervio vago, estando el nervio en un plano posterior a la arteria; medialmente, con la faringe, el nervio laríngeo superior y la arteria faríngea ascendente. En la base del cráneo, los nervios glosofaríngeo, vago, accesorio e hipogloso pasan entre la arteria y la vena yugular interna.
A diferencia de la arteria carótida externa, la carótida interna normalmente no tiene ramas en el cuello.

### C2: Segmento petroso
El segmento petroso, o C2, de la arteria carótida interna es aquel que se encuentra en la porción petrosa del hueso temporal. Este segmento se extiende hasta el foramen lacerum (agujero rasgado). La porción petrosa clásicamente tiene tres secciones: una ascendente, o porción vertical, el genu, o curvatura; y la porción horizontal.
Cuando la arteria carótida interna entra en el canal de la porción petrosa del hueso temporal, primero asciende una corta distancia, luego se curva hacia adelante y hacia la línea media. La arteria se encuentra al principio en frente de la cóclea y la cavidad timpánica; de esta última cavidad se encuentra separada por una laminilla (lamella) ósea, que es cribiforme (perforado como una criba) en sujetos jóvenes, y generalmente absorbida parcialmente en la edad adulta. Más adelante se encuentra separada del ganglio trigémino por una delgada placa ósea, que forma el suelo de la fosa del ganglio y el techo de la porción horizontal del canal. Frecuentemente esta placa ósea es más o menos deficiente, en cuyo caso el ganglio se encuentra separado de la arteria por una membrana fibrosa. La arteria está separada del muro óseo del canal carotídeo por una prolongación de la duramadre, y está rodeada por una serie de pequeñas venas y por filamentos del plexo carotídeo, derivado de la rama ascendente del ganglio cervical superior del tronco simpático.
De las ramas del segmento petroso de la arteria carótida interna, reciben nombre:
- la arteria del canal pterigoideo o arteria vidiana;
- la arteria carotidotimpánica.

### C3: Segmento lacerum
El segmento arteriolacilar, o C3, es un corto segmento que empieza por encima del foramen lacerum y termina en el ligamento petrolingual, una reflexión de periostio entre la língula y el proceso petroso del hueso esfenoides. La porción lacerum aún se considera 'extra-dural', ya que está rodeada de periostio y fibrocartílago a lo largo de su trayecto. El segmento lacerum normalmente no tiene ramas importantes, aunque la arteria vidiana puede ocasionalmente nacer de este segmento. En algunos libros de anatomía humana se afirma erróneamente que la arteria carótida interna pasa a través del foramen lacerum. Esto, en el mejor de los casos, es sólo una verdad parcial, puesto que pasa a través de la parte superior del foramen en su camino hacia el canal carotídeo. Como tal, no sale del cráneo a través de dicho foramen. La parte inferior del foramen está realmente rellena de fibrocartílago. Existe un consenso reciente respecto a que la arteria carótida interna no debe describirse como atravesando el foramen lacerum.

### C4: Segmento cavernoso

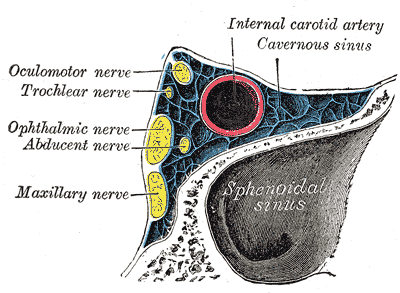
Sección oblicua a través del seno cavernoso.

El segmento cavernoso, o C4, de la arteria carótida interna empieza en el ligamento petrolingual y se extiende hasta el anillo dural proximal, que está formado por el periostio medial e inferior del proceso clinoides anterior. El segmento cavernoso está rodeado por el seno cavernoso.
En esta parte del trayecto, la arteria aparece situada entre las capas de duramadre que forman el seno cavernoso, pero cubierta por el forro membranoso del seno. Primero asciende hacia el proceso clinoides posterior, luego pasa hacia adelante a lado del cuerpo del hueso esfenoides, y de nuevo se curva hacia arriba en el lado medial del proceso clinoides anterior, y perfora la duramadre formando el techo del seno. Esta porción de la arteria está rodeada por filamentos del tronco simpático, y en su cara lateral está el nervio abductor, o nervio craneal VI.
Las ramas del segmento cavernoso que reciben nombre son:
- la arteria meningohipofisaria;
- el tronco inferolateral.

Del segmento cavernoso también nacen pequeñas arterias capsulares que irrigan la pared del seno cavernoso.

### C5: Segmento clinoideo
El segmento clinoideo, o C5, es otro corto segmento de la arteria carótida interna que empieza después de que la arteria salga del seno cavernoso en el anillo dural proximal y se extiende distalmente hasta el anillo dural distal, tras el cual la arteria carótida se considera 'intra-dural' y ha entrado en el espacio subaracnoideo.
Del segmento clinoideo no nacen normalmente ramas con nombre propio, aunque la arteria oftálmica puede nacer del segmento clinoideo.2

### C6: Segmento oftálmico

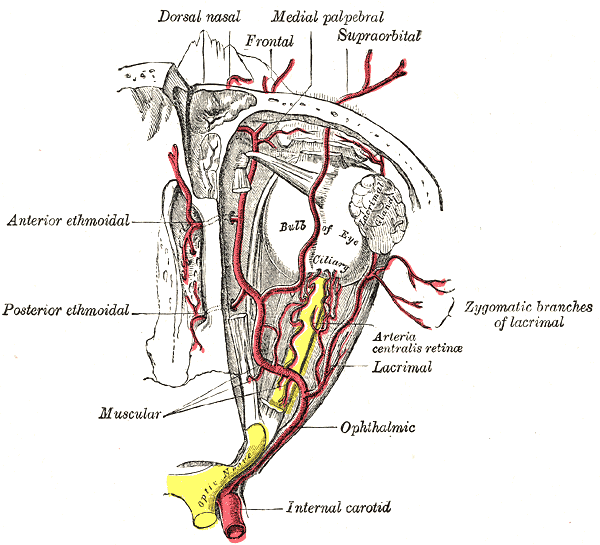
Arteria oftálmica con sus ramas.

El segmento oftálmico, o C6, se extiende desde el anillo dural distal, que se continúa con el ligamento falciforme, y se extiende distalmente hasta el origen de la arteria comunicante posterior. El segmento oftálmico presenta un trayecto más o menos horizontal, paralelo al nervio óptico, que discurre superomedialmente a la carótida en este punto.
Las ramas del segmento oftálmico que reciben nombre propio son:
- la arteria oftálmica;
- la arteria hipofisaria superior.

### C7: Segmento comunicante
El segmento comunicante, o C7, de la arteria carótida interna pasa entre los nervios óptico y oculomotor hacia la sustancia perforada anterior en la extremidad medial de la fisura cerebral lateral. Angiográficamente, este segmento se extiende desde el origen de la arteria comunicante posterior hasta la bifurcación de la arteria carótida interna.
Las ramas del segmento comunicante que reciben nombre propio son:
- la arteria comunicante posterior;
- la arteria coroidal anterior.

La carótida interna a continuación se divide para formar la arteria cerebral anterior y la arteria cerebral media. La arteria carótida interna puede recibir flujo sanguíneo por medio de un importante recorrido colateral que irriga el cerebro, el círculo arterial cerebral, que tradicionalmente se conoce como Círculo de Willis.

## Ramas
Se ramifica en la arteria carotidotimpánica, arteria oftálmica, arteria comunicante posterior, arteria coroidea anterior, arteria cerebral anterior y arterias cerebrales medias.
No emite ninguna rama colateral en la porción cervical. En la porción intrapetrosa emite el ramo carotidotimpánico, en el seno cavernoso emite una rama anastomótica para la arteria vidiana, otra anastomótica para la meníngea media, y, finalmente, en la apófisis clinoides anterior, emite una rama importantísima, la arteria oftálmica.
Las siguientes son las ramas de la arteria carótida interna, listadas por segmento:
- C1: Ramas de la porción cervical: Ninguna.
- C2: Ramas de la porción petrosa:
  - Arterias carotidotimpánicas
  - Arteria del canal pterigoideo
- C3: Ramas de la porción lacerum: Ninguna.
- C4: Ramas de la porción cavernosa:
  - Ramas del tronco meningohipofisario:
    - Rama basal tentorial
    - Rama marginal tentorial
    - Rama meníngea - ayuda a suministrar sangre a las meninges de la fosa craneal anterior.
    - Ramas de la apófisis basilar (clivus) - pequeñas ramas que irrigan la apófisis basilar (o clivus)
    - Arteria hipofisaria inferior

  - Ramas capsulares - irrigan la pared del seno cavernoso
  - Rama del tronco inferolateral:
    - Ramas para el ganglio trigémino - proporcionan sangre al ganglio del trigémino
    - Arteria del foramen rotundum
    - Ramas para los nervios
- C5: Ramas de la porción clinoidea: Ninguna.
- C6: Ramas de la porción oftálmica:
  - Arteria oftálmica
  - Arteria hipofisaria superior
- C7: Ramas de la porción comunicante:
  - Arteria comunicante posterior
  - Arteria coroidea anterior
  - Arteria cerebral anterior (rama terminal)
  - Arteria cerebral media (rama terminal)

## Árbol completo en la Terminología Anatómica
El árbol completo procedente de la arteria carótida interna según la clasificación de la TA es el siguiente:
A12.2.06.002 Porción cervical de la arteria carótida interna (pars cervicalis arteriae carotidis internae)
A12.2.06.003 Seno carotídeo (sinus caroticus)
A12.2.06.004 Porción petrosa de la arteria carótida interna (pars petrosa arteriae carotidis internae)
A12.2.06.005 Arterias carotidotimpánicas (arteriae caroticotympanicae)
A12.2.06.006 Arteria del conducto pterigoideo (arteria canalis pterygoidei)
A12.2.06.007 Porción cavernosa de la arteria carótida interna (pars cavernosa arteriae carotidis internae)
A12.2.06.008 Rama basal del tentorio de la porción cavernosa de la arteria carótida interna (ramus basalis tentorii partis cavernosae arteriae carotidis internae)
A12.2.06.009 Rama marginal del tentorio de la porción cavernosa de la arteria carótida interna (ramus marginalis tentorii partis cavernosae arteriae carotidis internae)
A12.2.06.010 Rama meníngea de la porción cavernosa de la arteria carótida interna (ramus meningeus partis cavernosae arteriae carotidis internae)
A12.2.06.011 Rama del seno cavernoso de la porción cavernosa de la arteria carótida interna (ramus sinus cavernosi partis cavernosae arteriae carotidis internae)
A12.2.06.012 Arteria hipofisaria inferior (arteria hypophysialis inferior)
A12.2.06.013 Ramas del ganglio del trigémino de la porción cavernosa de la arteria carótida interna (rami ganglionis trigeminales partis cavernosae arteriae carotidis internae)
A12.2.06.014 Ramas nervorum de la porción cavernosa de la arteria carótida interna (rami nervorum partis cavernosae arteriae carotidis internae)
A12.2.06.015 Porción cerebral de la arteria carótida interna (pars cerebralis arteriae carotidis internae)
A12.2.06.016 Arteria oftálmica (arteria ophthalmica)
A12.2.06.017 Arteria hipofisaria superior (arteria hypophysialis superior)
A12.2.06.018 Arteria comunicante posterior (arteria communicans posterior)
A12.2.06.019 Arteria coroidea anterior (arteria choroidea anterior)
A12.2.06.020 Arteria del uncus (arteria uncalis)
A12.2.06.021 Ramas del clivus de la porción cerebral de la arteria carótida interna (rami clivales partis cerebralis arteriae carotidis internae)
A12.2.06.022 Rama meníngea de la porción cerebral de la arteria carótida interna (ramus meningeus partis cerebralis arteriae carotidis internae)
A12.2.06.023 Sifón carotídeo (siphon caroticum)
(A12.2.06.016 Arteria oftálmica (arteria ophthalmica))
A12.2.06.024 Arteria central de la retina (arteria centralis retinae)
A12.2.06.025 Porción extraocular de la arteria central de la retina (pars extraocularis arteriae centralis retinae)
A12.2.06.026 Porción intraocular de la arteria central de la retina (pars intraocularis arteriae centralis retinae)
A12.2.06.027 Arteria lagrimal (arteria lacrimalis)
A12.2.06.028 Rama anastomótica con la arteria meníngea media de la arteria lagrimal (ramus anastomoticus arteriae meningeae mediae cum arteriae lacrimali)
A12.2.06.029 Arterias palpebrales laterales (arteriae palpebrales laterales)
A12.2.06.030 Rama meníngea recurrente de la arteria oftálmica (ramus meningeus recurrens arteriae ophthalmicae)
A12.2.06.031 Arterias ciliares posteriores cortas (arteriae ciliares posteriores breves)
A12.2.06.032 Arterias ciliares posteriores largas (arteriae ciliares posteriores longae)
A12.2.06.033 Arterias musculares (arteriae musculares)
A12.2.06.034 Arterias ciliares anteriores (arteriae ciliares anteriores)
- A12.2.06.035 Arterias conjuntivales anteriores (arteriae conjunctivales anteriores)
- A12.2.06.036 Arterias epiesclerales (arteriae episclerales)

A12.2.06.037 Arteria supraorbitaria (arteria supraorbitalis)
A12.2.06.038 Rama diploica de la arteria supraorbitaria (ramus diploicus arteriae supraorbitalis)
A12.2.06.039 Arteria etmoidal anterior (arteria ethmoidalis anterior)
A12.2.06.040 Rama meníngea anterior de la arteria etmoidal anterior (ramus meningeus anterior arteriae ethmoidalis anterioris)
A12.2.06.041 Ramas septales anteriores de la arteria etmoidal anterior (rami septales anteriores arteriae ethmoidalis anterioris)
A12.2.06.042 Ramas nasales anteriores laterales de la arteria etmoidal anterior (rami nasales anteriores laterales arteriae ethmoidalis anterioris)
A12.2.06.043 Arteria etmoidal posterior (arteria ethmoidalis posterior)
A12.2.06.044 Arterias palpebrales mediales (arteriae palpebrales mediales)
A12.2.06.045 Arterias conjuntivales posteriores (arteriae conjunctivales posteriores)
A12.2.06.046 Arco palpebral inferior (arcus palpebralis inferior)
A12.2.06.047 Arco palpebral superior (arcus palpebralis superior)
A12.2.06.048 Arteria supratroclear (arteria supratrochlearis)
A12.2.06.049 Arteria nasal dorsal (arteria dorsalis nasi)
A12.2.07.001 Arterias del encéfalo (arteriae encephali)
A12.2.06.019 Arteria coroidea anterior (arteria choroidea anterior)
A12.2.07.002 Ramas coroideas del ventrículo lateral de la arteria coroidea anterior (rami choroidei ventriculi lateralis arteriae choroideae anterioris)
A12.2.07.003 Ramas coroideas del tercer ventrículo de la arteria coroidea anterior (rami choroidei ventriculi tertii arteriae choroideae anterioris)
A12.2.07.004 Ramas de la sustancia perforada anterior de la arteria coroidea anterior (rami substantiae perforatae anterioris arteriae choroideae anterioris)
A12.2.07.005 Ramas quiasmáticas de la arteria coroidea anterior (rami chiasmatici arteria choroideae anterioris)
A12.2.07.006 Ramas del tracto óptico de la arteria coroidea anterior (rami tractus optici arteria choroideae anterioris)
A12.2.07.007 Ramas del cuerpo geniculado lateral de la arteria coroidea anterior (rami corporis geniculati lateralis arteriae choroideae anterioris)
A12.2.07.008 Ramas de la rodilla de la cápsula interna de la arteria coroidea anterior (rami genus capsulae internae arteriae choroideae anterioris)
A12.2.07.009 Ramas del brazo posterior de la cápsula interna de la arteria coroidea anterior (rami cruris posterioris capsulae internae arteriae choroideae anterioris)
A12.2.07.010 Ramas de la porción retrolenticular de la cápsula interna de la arteria coroidea anterior (rami partis retrolentiformis capsulae internae arteriae choroideae anterioris)
A12.2.07.011 Ramas del globo pálido de la arteria coroidea anterior (rami globi pallidi arteriae choroideae anterioris)
A12.2.07.012 Ramas de la cola del núcleo caudado de la arteria coroidea anterior (rami caudae nuclei caudati arteriae choroideae anterioris)
A12.2.07.013 Ramas del hipocampo de la arteria coroidea anterior (rami hippocampi arteriae choroideae anterioris)
A12.2.07.014 Ramas del uncus de la arteria coroidea anterior (rami uncales arteriae choroideae anterioris)
A12.2.07.015 Ramas del cuerpo amigdalino de la arteria coroidea anterior (rami corporis amygdaloidei arteriae choroideae anterioris)
A12.2.07.016 Ramas del túber cinereum de la arteria coroidea anterior (rami tuberis cinerei arteriae choroideae anterior)
A12.2.07.017 Ramas de los núcleos del hipotálamo de la arteria coroidea anterior (rami nucleorum hypothalami arteriae choroideae anterioris)
A12.2.07.018 Ramas de los núcleos del tálamo de la arteria coroidea anterior (rami nucleorum thalami arteriae choroideae anterioris)
A12.2.07.019 Ramas de la sustancia negra de la arteria coroidea anterior (rami substantiae nigrae arteriae choroideae anterioris)
A12.2.07.020 Ramas del núcleo rojo de la arteria coroidea anterior (rami nuclei rubri arteriae choroideae anterioris)
A12.2.07.021 Ramas de la base del pedúnculo de la arteria coroidea anterior (rami cruris cerebri arteriae choroideae anterioris)
A12.2.07.022 Arteria cerebral anterior (arteria cerebri anterior)
A12.2.07.023 Porción precomunicante de la arteria cerebral anterior; segmento A1 de la arteria cerebral anterior (pars precommunicalis arteriae cerebri anterioris; segmentum A1 arteriae cerebri anterioris)
A12.2.07.024 Arterias centrales anteromediales (arteriae centrales anteromediales)
A12.2.07.025 Arterias estriadas mediales proximales (arteriae striatae mediales proximales)
A12.2.07.026 Arteria supraóptica (arteria supraoptica)
A12.2.07.027 Arterias perforantes anteriores (arteria perforantes anteriores)
A12.2.07.028 Arterias preópticas (arteriae preopticae)
A12.2.07.029 Arteria comunicante anterior (arteria communicans anterior)
A12.2.07.030 Arteria supraquiasmática (arteria suprachiasmatica)
A12.2.07.031 Arteria comisural media (arteria commissuralis mediana)
A12.2.07.032 Arteria callosa media (arteria callosa mediana)
A12.2.07.033 Porción postcomunicante de la arteria cerebral anterior; segmento A2 de la arteria cerebral anterior (pars postcommunicalis arteriae cerebri anterioris; segmentum A2 arteriae cerebri anterioris)
A12.2.07.034 Arteria estriada medial distal (arteria striata medialis distalis)
A12.2.07.035 Arteria frontobasal medial; arteria orbitofrontal medial (arteria frontobasalis medialis; arteria orbitofrontalis medialis)
A12.2.07.036 Arteria del polo frontal (arteria polaris frontalis)
A12.2.07.037 Arteria callosomarginal (arteria callosomariginalis)
A12.2.07.038 Rama frontal anteromedial de la arteria callosomarginal (ramus frontalis anteromedialis arteriae callosomarginalis)
A12.2.07.039 Rama frontal intermediomedial de la arteria callosomarginal (ramus frontalis intermediomedialis arteriae callosomarginalis)
A12.2.07.040 Rama frontal posteromedial de la arteria callosomarginal (ramus frontalis posteromedialis arteriae callosomarginalis)
A12.2.07.041 Rama cingular de la arteria callosomarginal (ramus cingularis arteriae callosomarginalis)
A12.2.07.042 Ramas paracentrales (rami paracentrales arteriae callosomarginalis)
A12.2.07.043 Arteria pericallosa (arteria pericallosa)
A12.2.07.044 Ramas precuneales de la arteria pericallosa (rami precuneales arteriae pericallosae)
A12.2.07.045 Ramas parieto-occipitales de la arteria pericallosa (rami parietooccipitalis arteriae pericallosae)
A12.2.07.046 Arteria cerebral media (arteria cerebri media)
A12.2.07.047 Porción esfenoidal de la arteria cerebral media; porción horizontal de la arteria cerebral media; segmento M1 de la arteria cerebral media (pars sphenoidalis arteriae cerebri medii; pars horizontalis arteriae cerebri medii; segmentum M1 arteriae cerebri medii)
A12.2.07.048 Arterias centrales anterolaterales; arterias lentículo-estriadas (arteriae centrales anterolaterales)
A12.2.07.049 Ramas estriadas proximales laterales de la arteria central anterolateral (rami striati proximales laterales arteriae centralium anterolateralium)
A12.2.07.050 Ramas estriadas distales laterales de la arteria central anterolateral (rami striati distales laterales arteriae centralium anterolateralium)
A12.2.06.020 Arteria del uncus (arteria uncalis)
A12.2.07.051 Arteria del polo temporal (arteria polaris temporalis)
A12.2.07.052 Arteria temporal anterior (arteria temporalis anterior)
A12.2.07.053 Porción insular de la arteria cerebral media; segmento M2 de la arteria cerebral media (pars insularis arteriae cerebri medii; segmentum M2 arteriae cerebri medii)
A12.2.07.054 Arterias insulares (arteriae insulares)
A12.2.07.055 Ramas terminales inferiores de la arteria cerebral media; ramas corticales inferiores de la arteria cerebral media; segmento M3 de la arteria cerebral media (rami terminales inferiores arteriae cerebri medii; rami corticales inferiores; segmentum M3 arteriae cerebri medii)
A12.2.07.056 Rama temporal anterior de la arteria cerebral media (ramus temporalis anterior arteriae cerebri medii)
A12.2.07.057 Rama temporal media de la arteria cerebral media (ramus temporalis medius arteriae cerebri medii)
A12.2.07.058 Rama temporal posterior de la arteria cerebral media (ramus temporalis posterior arteriae cerebri medii)
A12.2.07.059 Rama témporo-occipital de la arteria cerebral media (ramus temporooccipitalis arteriae cerebri medii)
A12.2.07.060 Rama del giro angular de la arteria cerebral media (ramus gyri angularis arteriae cerebri medii)
A12.2.07.061 Ramas corticales superiores de la arteria cerebral media; segmento M4 de la arteria cerebral media (rami terminales superiores arteriae cerebri medii; rami corticales superiores arteriae cerebri medii; segmentum M4 arteriae cerebri medii)
A12.2.07.062 Arteria orbitofrontal lateral (arteria frontobasalis lateralis; arteria orbitofrontalis lateralis)
A12.2.07.063 Arteria prefrontal (arteria prefrontalis)
A12.2.07.064 Arteria del surco precentral (arteria sulci precentralis)
A12.2.07.065 Arteria del surco central (arteria sulci centralis)
A12.2.07.066 Arteria del surco postcentral (arteria sulci postcentralis)
A12.2.07.067 Arteria parietal anterior (arteriae parietales anterior)
A12.2.07.068 Arteria parietal posterior (arteriae parietales posterior)
A12.2.06.018 Arteria comunicante posterior (arteria communicans posterior)
A12.2.07.069 Arterias centrales posteromediales (arteriae centrales posteromediales)
A12.2.07.070 Ramas anteriores de la arteria central posteromedial (rami anteriores arteriae centralis posteromedialis)
A12.2.07.071 Ramas posteriores de la arteria central posteromedial (rami posteriores arteriae centralis posteromedialis)
A12.2.07.072 Rama quiasmática de la arteria comunicante posterior (ramus chiasmaticus arteriae communicantis posterioris)
A12.2.07.073 Arteria del túber cinereum (arteriae tuberis cinerei)
A12.2.07.074 Ramas mediales de la arteria del túber cinereum (rami mediales arteriae tuberis cinerei)
A12.2.07.075 Ramas laterales de la arteria del túber cinereum (rami laterales arteriae tuberis cinerei)
A12.2.07.076 Arteria talamotuberal; arteria premamilar (arteria thalamotuberalis)
A12.2.07.077 Rama hipotalámica de la arteria comunicante posterior (ramus hypothalamicus arteriae communicantis posterioris)
A12.2.07.078 Arterias mamilares (arteriae mammillares)
A12.2.07.079 Rama del nervio oculomotor de la arteria comunicante posterior (ramus nervi oculomotorii arteriae communicantis posterioris)

## Distribución
La carótida interna irriga el oído medio, cerebro, glándula pituitaria, órbita y plexo coroideo.

## Plexo carotídeo
El tronco simpático forma un plexo de nervios alrededor de la arteria conocido como plexo carotídeo. El nervio carotídeo interno nace del ganglio cervical superior, y forma este plexo, que sigue a la carótida interna hacia el interior del cráneo.

## Patología
La ateroesclerosis de los primeros 2 cm de la arteria carótida interna es la que con más frecuencia causa un accidente isquémico transitorio. La arteritis de Takayasu es la forma de vasculitis que con mayor frecuencia afecta a la arteria carótida.

## Imágenes adicionales

Arterias de la base del cerebro.
Diagrama de la circulación arterial en la base del cerebro.
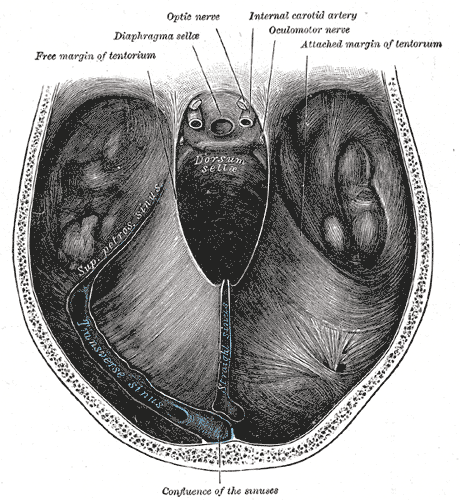
Tienda del cerebelo (tentorium cerebelli) vista desde arriba.
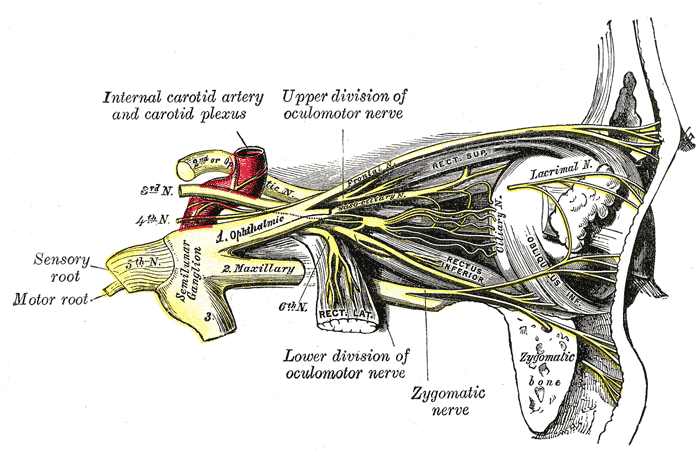
Nervios de la órbita y ganglios ciliares. Vista lateral.
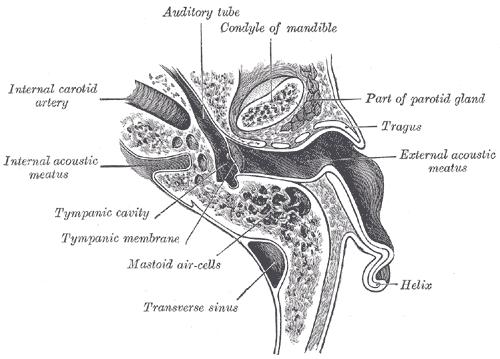
Sección horizontal del oído izquierdo; mitad superior de la sección.
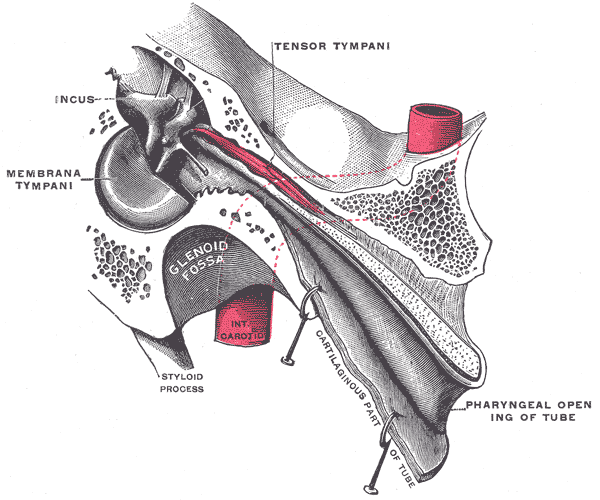
Tuba auditiva, abierta por un corte a lo largo de su eje mayor.
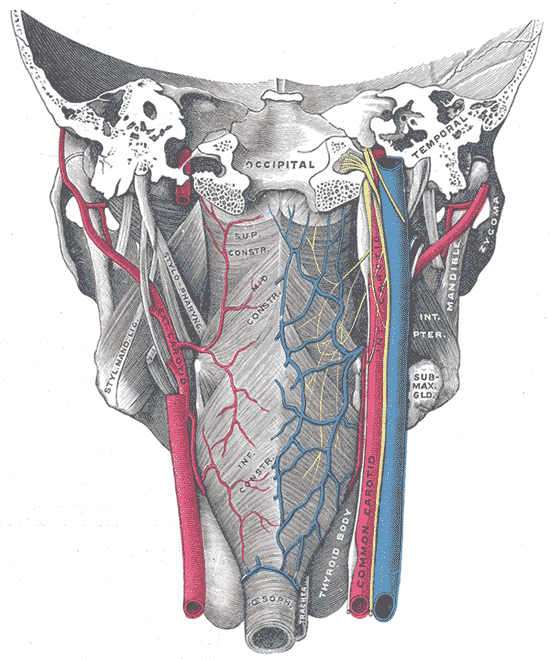
Músculos de la faringe, vistos desde detrás, jungo con los vasos y nervios asociados.
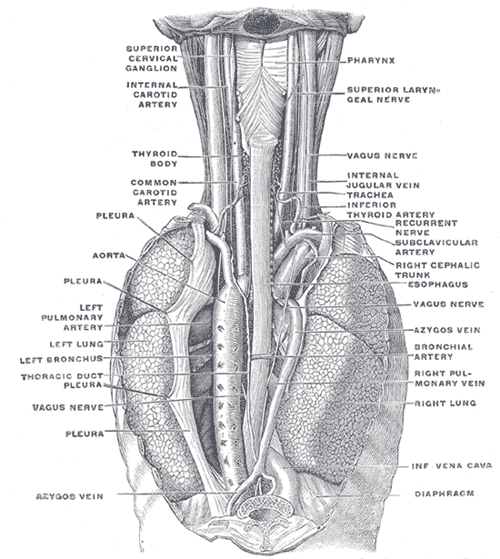
Posición y relación del esófago en la región cervical y en el mediastino posterior. Visto desde detrás.
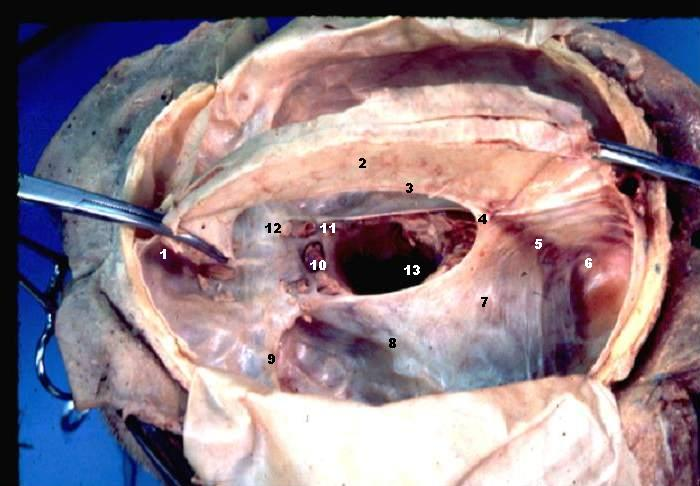
Duramadre humana (reflexiones).
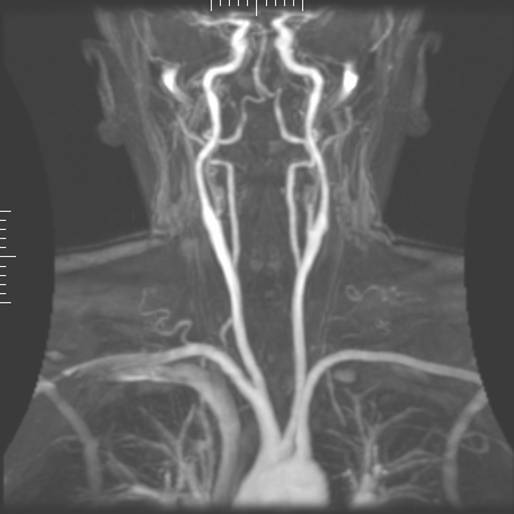
Angiograma por Resonancia Magnética.